# Anisothecium molliculum
Anisothecium molliculum är en bladmossart som beskrevs av Brotherus 1924. Anisothecium molliculum ingår i släktet Anisothecium och familjen Dicranaceae. Inga underarter finns listade i Catalogue of Life.